# سیاه (فیلم)
سیاه (به انگلیسی: Black، به هندی: ब्लैक) یک فیلم سینمایی محصول سال ۲۰۰۵ میلادی کشور هند است. کارگردان این فیلم، سانجای لیلا بانسالی است.
این فیلم جوایز زیادی را در جشنواره‌های فیلم هندی دریافت کرد که یازده جایزه در جشنواره فیلم‌فیر از جمله آن‌هاست. رانی موکرجی در نقش دختری نابینا و ناشنوا که برگرفته از شخصیت هلن کلر است و آمیتاب باچان در نقش معلم این دختر بازیگران اصلی این درام هندی هستند. آمیتاب باچان یک نقش متفاوت دیگر را در «تاریکی» به معرض نمایش گذاشته‌است. داستان فیلم در مدت زمان ۳۰ - ۴۰ سال اتفاق می‌افتد و باچان تفاوت‌های سن و گذر زمان را در بازی و نگاه خود به بیننده القا می‌کند.
این فیلم سینمایی با نام تاریکی از سیمای جمهوری اسلامی ایران پخش شده است.

## موضوع فیلم
این فیلم، داستان دختری کور و کر و لال به‌نام «میشل» (رانی موکرجی) و معلمش (آمیتاب باچان) است که پرتوی از نور را به دنیای سیاه و تاریک دختر می‌آورد. خود معلم هم بعداً به بیماری آلزایمر دچار می‌شود. فیلم از زندگی هلن کلر و تلاش‌های او الهام گرفته است.